# Distretto di al-Safira
Il distretto di al-Safira (in arabo السفيرة‎? è un distretto Siriano e fa parte del Governatorato di Aleppo. 
Al censimento del 2004 aveva una popolazione di 178.293.
Il suo centro amministrativo è la città di al-Safira. Oltre alla già citata al-Safira, di grande importanza è la città di Khanasir. 
L'attività economica principale della provincia è l'agricoltura, considerata la vicinanza del lago Al Jaboul; Sin dai tempi antichi, era una zona fertile dove sono state raccolti cereali e altre colture.

## Sub-Distretti
Il Distretto di Afrin è suddiviso in 5 sub-distretti o Nāḥiyas (popolazione in base al 2004 censimento ufficiale):
- al-Safira nahiyah (ناحية السفيرة),
- Khanasir nahiyah (ناحية خناصر),
- Banan nahiyah (ناحية بنان),
- al-Hajib nahiyah (ناحية عريمة)
- Tell Arn nahiyah (ناحية تلعرن)